# Зарянское сельское поселение (Бурятия)
Се́льское поселе́ние «Зарянское» (бур. Толоной hомон) — муниципальное образование в Кяхтинском районе Бурятии Российской Федерации.
Административный центр — село Унгуркуй.

## История
Статус и границы сельского поселения установлены Законом Республики Бурятия от 31 декабря 2004 года № 985-III «Об установлении границ, образовании и наделении статусом муниципальных образований в Республике Бурятия».

## Население
| 2002 | 2011 | 2012 | 2013 | 2014 | 2015 | 2016 |
| ---- | ---- | ---- | ---- | ---- | ---- | ---- |
| 743  | ↘589 | ↘573 | ↘557 | ↘516 | ↘503 | ↘477 |
| 2017 | 2018 | 2019 | 2020 | 2021 | 2023 | 2024 |
| ↘464 | ↘452 | ↘444 | ↘402 | ↘395 | ↘373 | ↘350 |

## Состав сельского поселения
| № | Населённый пункт | Тип населённого пункта       | Население |
| - | ---------------- | ---------------------------- | --------- |
| 1 | Полканово        | село                         | ↘146      |
| 2 | Унгуркуй         | село, административный центр | ↘444      |